# Callipallene palpida
Callipallene palpida is een zeespin uit de familie Callipallenidae. De soort behoort tot het geslacht Callipallene. Callipallene palpida werd in 1939 voor het eerst wetenschappelijk beschreven door Hilton. 